# Goloboffia gonzalezi
Goloboffia gonzalezi is een spinnensoort uit de familie Migidae. De wetenschappelijke naam van de soort werd voor het eerst geldig gepubliceerd in 2022 door Montenegro en Aguilera.
De soort komt voor in Chili.